# 石界河镇
石界河乡，是中华人民共和国河南省南阳市西峡县下辖的一个乡镇级行政单位。

## 行政区划
石界河乡下辖以下地区：
走马坪村、石界河村、冬青树村、小寨村、烟镇村、通渠村、核桃坪村、阳盘村和大坪村。